# КС Беса Кавая
Клюби Спортив „Беса" Кавая (на албански: Klubi Sportiv Besa Kavajë) е албански футболен клуб от град Кавая. Тимът се състезава в Албанската суперлига, елитната дивизия на Албания. Играят мачовете си на стадион Беса с капацитет 8000 седящи места. Същият обаче не притежава лиценз за провеждане на международни срещи. Поради тази причина в евротурнирите отбора домакинства на стадионите „Нико Дована“ в Драч или на националния стадион „Кемал Стафа“ в Тирана.

## История
Беса Кавая е създаден през 1925 г. През 1930 г. променя името си на СК „Кавая". През 1933 с промоцията си в Първа дивизия на Албания тимът се преименува на Беса. Няма шампионска титла на страната си, но през 1958 и 2010 г. завършва на второ място. Носител е на две национални купи, има и 6 загубени финала. През 2010 г. при втория си опит печели и суперкупата на страната.
Най-големият успех на тима в евротурнирите е елиминирането на датския Фремад Амагер през сезон 1972-73 в турнира на носителите на националните купи. В първия мач постигат нулево равенство, а в ответния състоял се в Копенхаген албанците стигат до 1:1 и с правилото за повече отбелязани голове на чужд терен, Беса продължава във втория кръг на турнира. Там са отстранени от шотландския Хибърниън с общ резултат 2:8. През сезон 2006-07 след 6 загубени финала клуба печели първата си Купа на Албания по футбол и отново придобива право да се състезава в евротурнирите. Жребият отрежда сръбския Бежания и албанците продължават отново след две равенства. Първата среща в Белград приключва при 2:2, а на реванша в Тирана срещата завършва при 0:0. Във втория квалификационен кръг срещат Литекс (Ловеч) и след две загуби с по 0:3 напускат надпреварата . През сезон 2013-14 г. завършват на предпоследното 9-о място в Албанската суперлига и изпадат във второто ниво на албанския футбол Албанската първа дивизия.

## Успехи
- Суперлига Албания
  - Вицешампион (2): 1957-58, 2009-10
- Купа на Албания (2): 2006-07, 2009-10
  - Финалист (6): 1961, 1962-63, 1970–71, 1971–72, 1980–81, 1991–92,
- Суперкупа на Албания (1): 2010
  - Финалист (1): 2007

## Известни футболисти
- Рамадан Зекири
- Артим Шакири

## Беса в Европа
| Сезон   | Турнир                     | Държ. | Клуб           | Резултат |
| ------- | -------------------------- | ----- | -------------- | -------- |
| 1972–73 | Купа на носителите на купи |       | Фремад Амагер  | 0–0, 1–1 |
|         |                            |       | Хибърниън      | 1–1, 1–7 |
| 2007–08 | Купа на УЕФА               |       | Бежания        | 0–0, 2–2 |
|         |                            |       | Литекс (Ловеч) | 0–3, 0–3 |
| 2008-09 | Интертото                  |       | Етникос Ахнас  | 0–0, 1–1 |
|         |                            |       | Грасхопер      | 0–3, 1–2 |
| 2010-11 | Лига Европа                |       | Олимпиакос     | 0–5, 1–6 |